# Усадьба Летмате
Усадьба Летмате (нем. Haus Letmathe) — дом-музей, располагавшийся в городе Летмате, ставшем районом Изерлона в 1975 году. Первое упоминание о сооружениях на данном месте относится к 1036 году, а текущий облик — к 1605.

## История и описание
Аристократическое семейство фон Летмате получили свои феодальные владения от графов Лимбург и графов Альтена. К известным владельцам поместья относились епископ Йобст Эдмунд фон Брабек (нем. Jobst Edmund von Brabeck, 1619—1702) и ценитель искусства Фридрих Мориц фон Брабек (нем. Friedrich Moritz von Brabeck, 1742—1814), являвшийся основателем калькографического общества в Дессау (нем. Chalkographische Gesellschaft zu Dessau, 1795—1806). При этом само имя «Летмате» осталось в памяти во многих городах Европы: от голландской Гауды до Восточной Пруссии; директор компании «Nestle» Петер Брабек-Летмате также является потомком рода фон Летмате.
В 1812 году усадьба Летмате стала собственностью предпринимателя Вильгельма Эббингхауза (нем. Wilhelm Ebbinghaus). Затем поместье перешло к семье Карла Овервега (нем. Carl Overweg, 1805—1876) и его сына Августа, который приобрел дом в 1852 году; Овервеги (Офервеги) являлись хозяевами дома и земли вплоть до конца Первой мировой войны, до 1918 года. В начале XX века в здании стала располагаться Сельскохозяйственная и лесохозяйственная школа Летмате (нем. Land- und Forstwirtschaftliche Schule zu Letmathe). В 1970-х годах сельскохозяйственное предприятие на данной территории обанкротилось: в результате, все хозяйственные постройки были снесены и только одно здание стало частью Вестфальского государственного музея ремесел и техники в Хагене (нем. LWL-Freilichtmuseum Hagen).
Уже в XXI века, в период с 2008 по 2009 год, основной дом на территории усадьбы Летмате был капитально отремонтирован и стал частью среды, доступной для инвалидов. Сегодня в доме расположен филиал городской библиотеки Изерлона и краеведческий музей района Летмате, ставшего частью города Изерлон в 1975 году. Краеведческий музей включает в себя экспонаты, иллюстрирующие историю местного сельскохозяйственного производства, развития индустрии, а также — историю местного транспорта.